# Udenodòntids
Els udenodòntids (Oudenodontidae) són una família extinta de sinàpsids anomodonts que visqueren durant el Permià mitjà i superior (fa entre 252 i 265 milions d'anys) en allò que avui en dia és Àfrica, Europa i el subcontinent indi. Se n'han trobat restes fòssils a l'Índia, Madagascar, Malawi, Rússia, Sud-àfrica i Zàmbia. Es poden distingir per les dues autapomorfies següents: un buit interpterigoide llarg que s'estén fins a l'exposició palatal dels ossos palatins i ossos postparietals que integren la part intertemporal del sostre del crani.